# 제이슨 게리아
제이슨 게리아(영어: Jason Geria, 1993년 5월 10일 ~ )는 오스트레일리아의 축구 선수이다. 포지션은 수비수이다. 현재 A리그의 멜버른 빅토리 FC에서 뛰고 있다.

## 클럽 경력
제이슨 게리아는 캔버라에서 우간다계 부모의 아들로 태어났다. 2012년 11월에 A리그의 멜버른 빅토리 FC와 계약하면서 커리어를 시작했다. 2012-13시즌 4경기에 출전했다. 이후 멜버른의 주전 선수로 도약했으며 2013-14시즌에는 21경기에 출전했다. 2015년 10월 28일에 열린 흄 시티 FC와의 컵 대회에서 프로 데뷔골을 기록했다.
2018시즌을 앞두고 J2리그의 제프 유나이티드 이치하라 지바에 입단했다. 2018년 3월 25일에 열린 교토 상가 FC와의 경기에서 제프 유나이티드 입단 데뷔전을 치렀다.

## 국가대표 경력
제이슨 게리아는 2013년 FIFA U-20 월드컵에 참여하는 오스트레일리아 U-20 대표팀에 차출되었다.
2016년 3월, 오스트레일리아 축구 국가대표팀에 처음 차출되었으며 2016년 6월에 열린 그리스와의 친선 경기에서 국가대표팀 데뷔전을 치렀다.

## 수상

### 팀

#### 멜버른 빅토리 FC
- A리그 프리미어십 우승: 2014-15
- A리그 챔피언십 우승: 2015
- FFA컵 우승: 2015